# Све ти дугујем
Све ти дугујем је седми студијски албум Аце Пејовића, издат за Гранд продукцију, 2. марта 2013.

## Списак песама
1. Око мене све
2. Ко сам ти ја
3. Све ти дугујем
4. Година и јаче
5. Сада или никада
6. Кад једном прође све
7. Једино мило моје
8. Младост које нема
9. Сед и бео
10. Иди жељо моја
11. Макар задњи пут
12. Између нас
13. Ходам у празно

## Обраде
- 1. Око мене све (Nikos Vertis - De me skeftesai)
- 2. Ко сам ти ја (Vasilis Karras - Epeigon Peristatiko)